# ملیتون ایکوویچ
ملیتون ایکوویچ (صربی: Milutin Ivković؛ ۱ مارس ۱۹۰۶ – ۲۳ مهٔ ۱۹۴۳) یک بازیکن فوتبال اهل پادشاهی صربستان بود.